# Érotisme
 (mai 2023).
Si vous disposez d'ouvrages ou d'articles de référence ou si vous connaissez des sites web de qualité traitant du thème abordé ici, merci de compléter l'article en donnant les références utiles à sa vérifiabilité et en les liant à la section « Notes et références ».

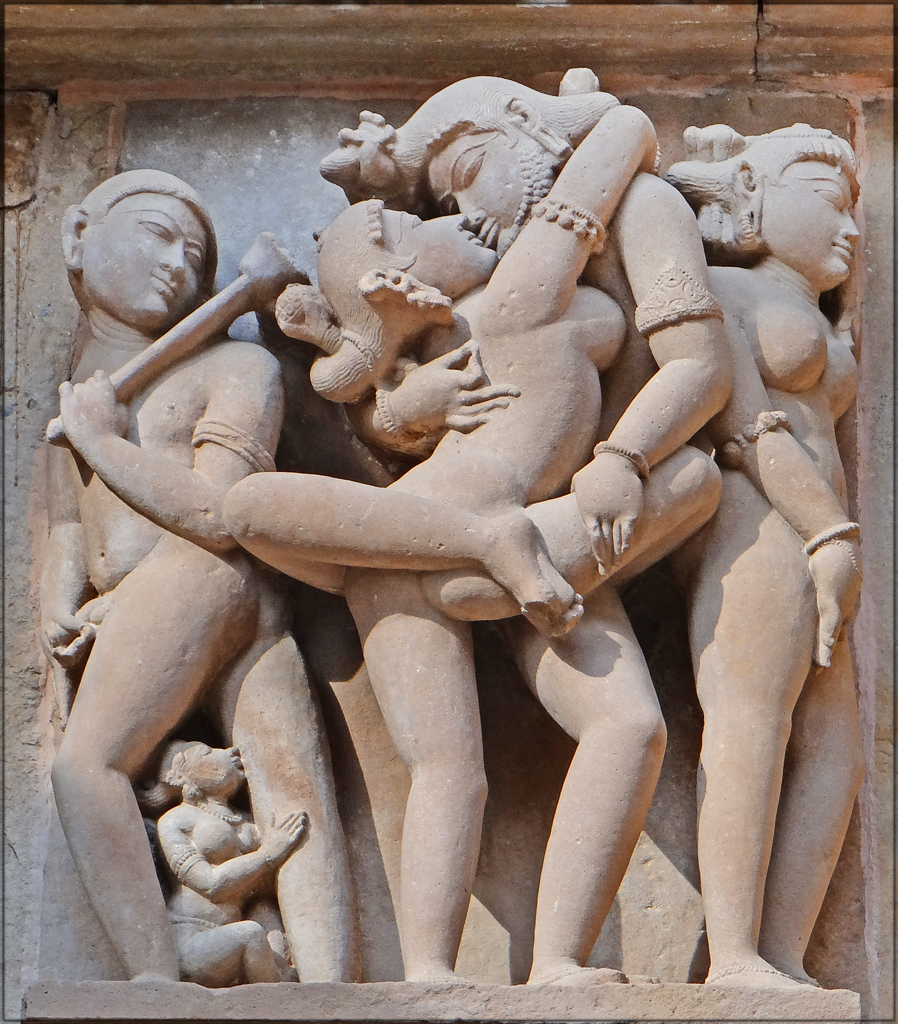
Détail d'un décor tantrique sculpté sur les murs du temple de Lakshmana à Khajurâho.

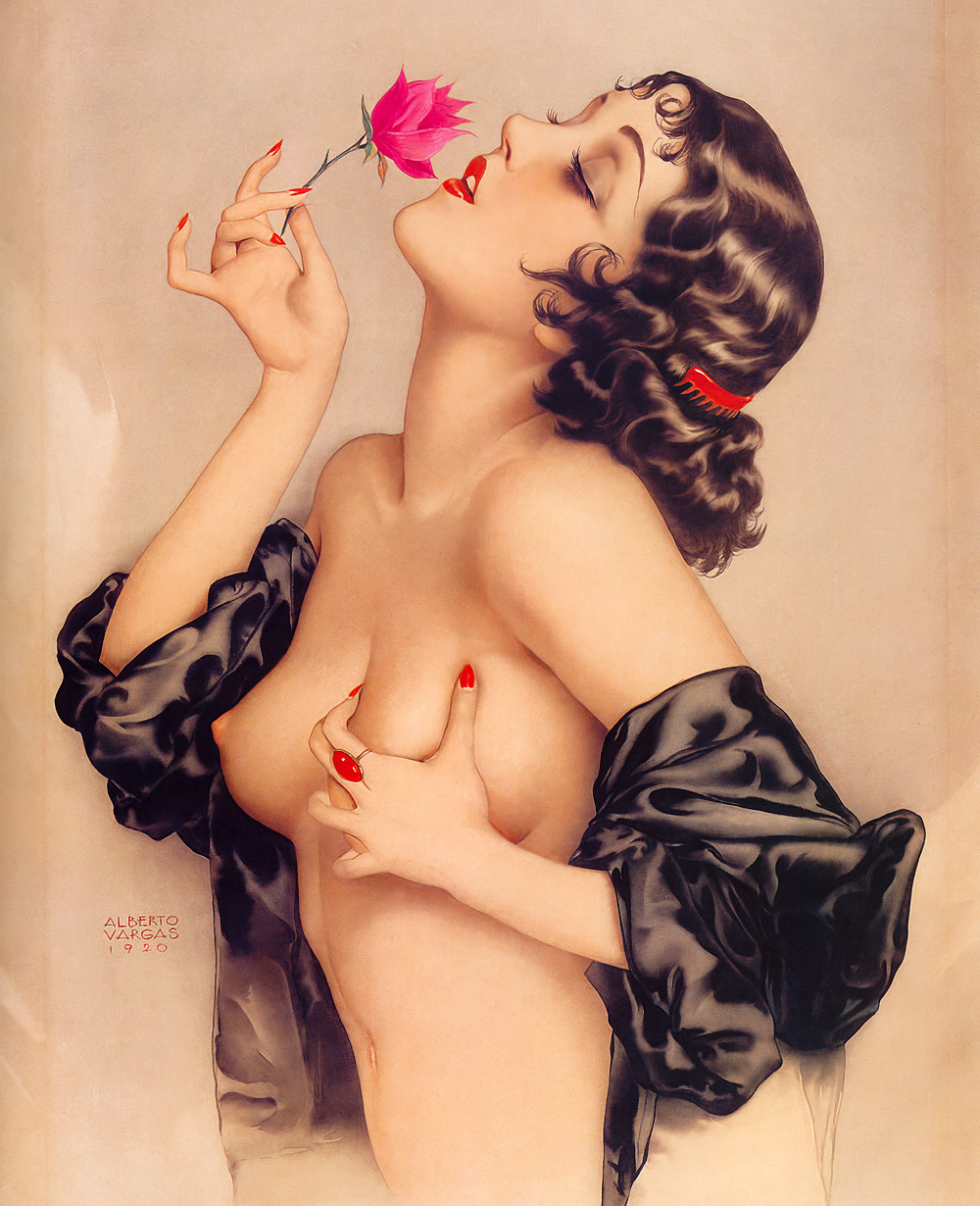
Portrait d'Olive Thomas par Alberto Vargas, 1920.

L'érotisme (du grec ἔρως / érôs, « le désir amoureux ») est l'ensemble des phénomènes qui éveillent attirance ou désir sexuels, et de leurs multiples représentations, en particulier culturelles et artistiques,,.
L'adjectif « érotique » qualifie une représentation graphique qui suscite chez la spectatrice ou le spectateur une excitation sexuelle. Cette représentation n'est pas toujours celle d'un rapport sexuel lui-même, mais provoque le désir sexuel, et les projections mentales qu'il évoque, en particulier fantasmatiques.
L'érotisme — issu en partie du corps et des pulsions sexuelles — se distingue de l'amour, sentiment qui peut faire abstraction du corps (amour filial, amour platonique, etc.).
L'érotisme artistique représente le plus souvent des personnes (en particulier, le nu, en peinture ou en photographie) ou des scènes (dans la littérature ou le cinéma).
Jouant généralement sur l'imagination, l'implicite ou la suggestion, il s'oppose à des représentations plus crues ou plus explicites de la sexualité[évasif], qu'on range dans le domaine de la pornographie. Du point de vue de la morale, il ne fait donc pas l'objet de condamnations aussi sévères que cette dernière, souvent qualifiée d'obscène ou d'indécente ; mais, comme la morale varie selon la culture et l'époque, certaines représentations jadis jugées obscènes ou sulfureuses sont aujourd'hui conçues comme simplement érotiques, c'est-à-dire suscitant le désir. Ainsi, le tableau de Manet nommé Olympia fut jugé obscène lors de sa première présentation.

## Érotisme et imagination
L'érotisme est souvent lié à la stimulation de l'imagination provoquée par la vue d'une autre personne. C'est ainsi que quelqu'un trouvera séduisante, ou érotique, une personne dont les habits sont courts, laissant voir une partie considérable de la peau du corps, ou bien encore dont le vêtement baille (comme l'écrit Roland Barthes dans la citation ci-dessous[réf. nécessaire]), voire encore une personne vêtue d'un vêtement moulant. L'érotisme provient dans ce cas de la stimulation de l'imagination, tout n'étant pas dévoilé à la vue : non seulement le désir de voir ce qui n'est pas montré est ainsi excité, mais de plus l'imagination magnifie ce qui n'est pas visible, c'est-à-dire le rend potentiellement encore plus beau dans l'esprit de l'observateur. C'est pour cette raison que beaucoup d'hommes trouvent qu'une femme en sous-vêtements est beaucoup plus érotique qu'une femme totalement nue. En effet, le ressort potentiellement « infini » découlant de l'imagination n'existe plus (ou est sérieusement diminué) dès lors que tout est exposé à la vue.
De la même manière, l'érotisme est souvent stimulé par l'ambiguïté d'une attitude, la suggestion, le non-dit, voire la promesse d'une situation future, car l'imagination et le désir sont également mieux sollicités dans ces cas, que lorsque tout est déjà gagné ou donné. Cela peut être utilisé comme un ressort de séduction par de nombreuses personnes, consciemment ou inconsciemment. C'est dans ce sens qu'il faut comprendre la citation de Georges Clemenceau : « Le meilleur moment de l'amour, c'est quand on monte l'escalier », c'est-à-dire : avant que l'acte charnel soit consommé, quand le désir qui nous fait tendre vers lui est encore vif, et non pas après la mise en œuvre ou la satisfaction de cet acte.
Certains vêtements (ou accessoires) peuvent stimuler chez certaines personnes un fétichisme sexuel, c'est-à-dire une attirance sexuelle caractérisée par une forte excitation érotique à la vue de ces objets. C'est bien sûr le cas de certains vêtements, mais c'est aussi le cas d'accessoires, telles que les bottes (bottes cavalières, cuissardes). Cet érotisme naîtra parfois de la transgression opérée par la personne qui « ose » ne pas rentrer dans l'uniformité ambiante en se faisant remarquer par sa tenue vestimentaire, par son « look »[réf. nécessaire].

## Érotisme et pornographie

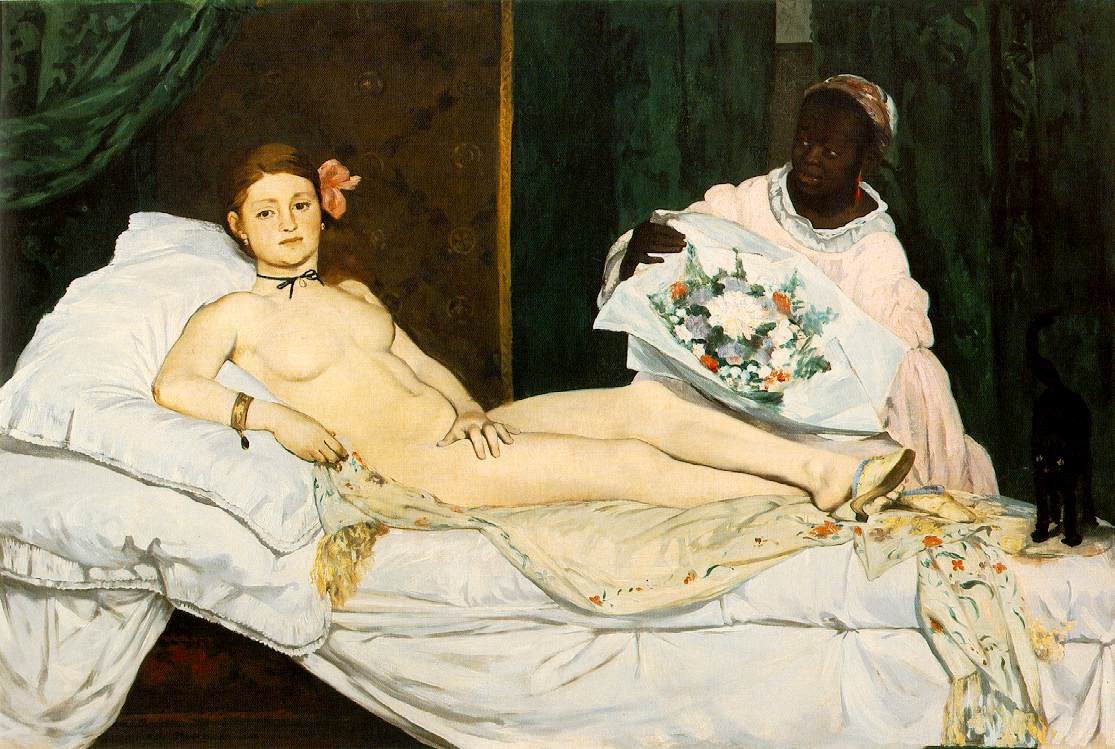
Olympia, tableau d'Édouard Manet, 1863. Musée d'Orsay, Paris.
Cette représentation artistique du nu est jugée érotique (voire pornographique au XIXe siècle).

L'érotisme se différencie de la pornographie en ce que la pornographie se définit par ce qui est montré (c'est-à-dire la sexualité humaine montrée explicitement) tandis que l'érotisme se définit par une recherche artistique provoquant l'excitation sexuelle. La pornographie n'est donc pas un érotisme plus « corsé ». Elle appartient à un autre domaine sémantique. Il arrive que la pornographie et l'érotisme se confondent (la pornographie étant « un moyen » pour atteindre « un but » : la sensation érotique, l'excitation), comme il arrive qu'ils n'aient rien à voir. Exemples :
- Érotisme sans pornographie : une attitude, une posture ou un geste d'une personne qui, bien que vêtue et ne faisant rien de particulièrement « sexy », provoque chez un observateur une excitation sexuelle ;
- Pornographie sans érotisme : des films pornographiques qui laissent le spectateur indifférent (pour beaucoup de gens, des corps interagissant de façon mécanique, sans rien exprimer et sans ressenti ne provoquent rien) ou des œuvres artistiques qui utilisent la pornographie comme un moyen esthétique (voir certains travaux de H. R. Giger) ;
- Pornographie avec érotisme : ces mêmes films pornographiques, sur un autre public (ou alors réalisés différemment, avec un certain talent de mise en scène ou d'interprétation par exemple) peuvent tout à fait créer une excitation sexuelle.

Dans le langage courant cependant, le terme de « pornographie » n'est souvent perçu que comme une intensification de l'érotisme — voir par exemple la presse TV et la façon dont elle classe les films : un film « érotique » ne montre pas les organes sexuels (contrairement à un film « pornographique ») sans toutefois être forcément « érotique », c'est-à-dire apte à provoquer l'excitation sexuelle chez le spectateur. Il est aussi parfois vu comme une perversion de l'érotisme, ce dernier étant jugé plus noble et plus fin car ne montrant pas des parties du corps supposées obscènes. Cette confusion vient du fait que la plupart des œuvres pornographiques sont faites avant tout pour provoquer des sensations érotiques.
Les termes anglais de « soft » et « hard » sont alors utilisés pour différencier la valeur de ces deux termes que l'on met dans le même domaine sémantique, l'érotisme étant « soft » et la pornographie « hard ». Comme la distinction entre « soft » et « hard » reste propre à l'appréciation de chacun, il est clair que l'utilisation dans le langage courant des termes de « pornographie » et « érotisme » rend difficile et souvent confuse toute analyse du sujet.
André Breton résumait cette question avec humour : « la pornographie c'est l'érotisme des autres ». L'érotisme étant "plus noble", on appelle plus facilement "pornographique" ce qui est fait par un autre.

## Approche philosophique

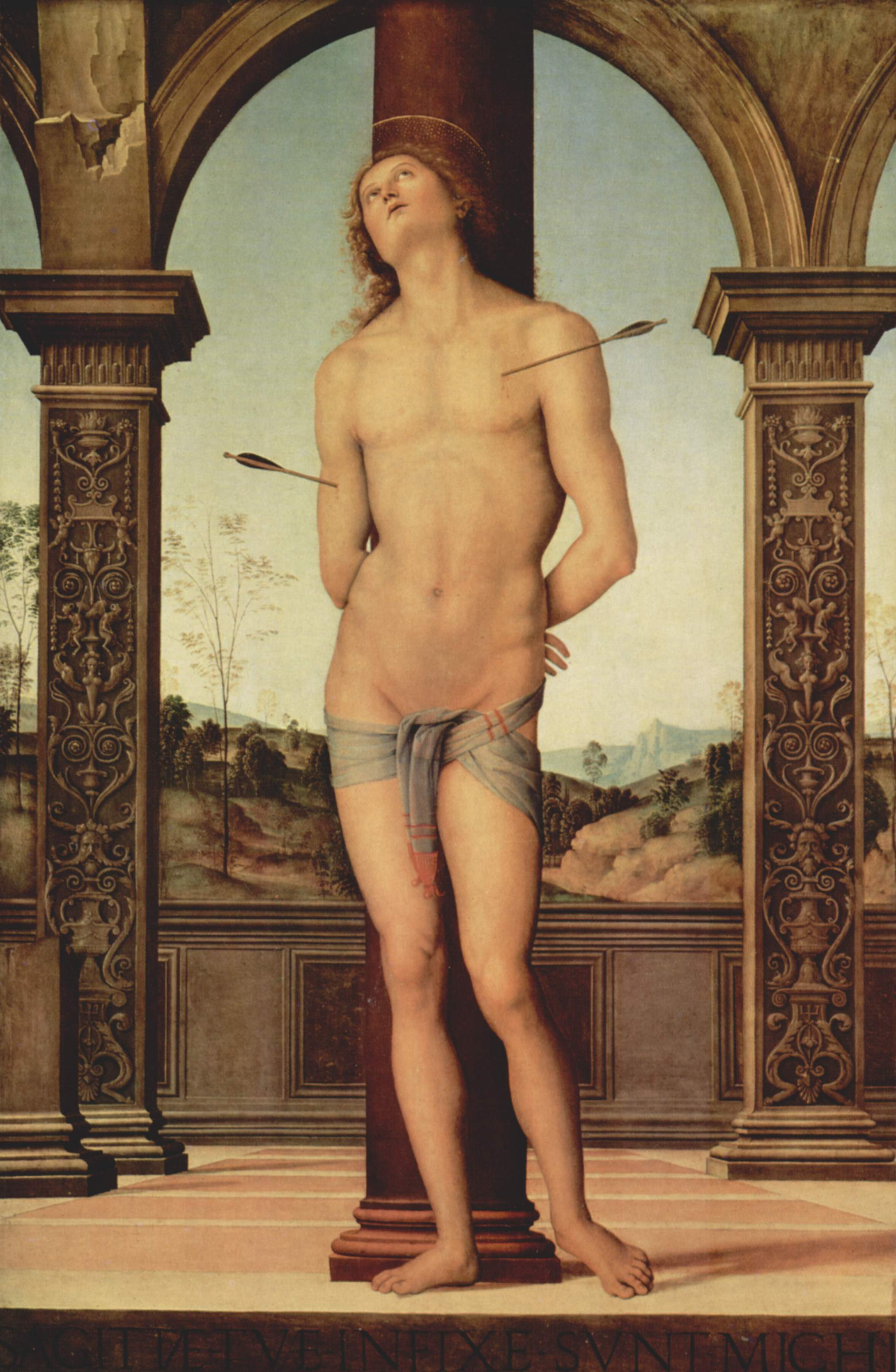
Saint Sébastien. Tableau du Pérugin, vers 1495. Musée du Louvre, Paris.

- Socrate reliait étroitement le thème de l'Éros et celui de la vérité, de nature divine.
- Le philosophe Michel Henry fait une description phénoménologique de l’érotisme et de la relation amoureuse dans son livre Incarnation, une philosophie de la chair.
- Roland Barthes : « L'érotisme c'est lorsque le vêtement baille »
- Vincent Cespedes : Je t'aime. Une autre politique de l'amour (Flammarion, 2003).
- Jean-Clet Martin traite le rapport de l'érotisme à l'éternité : 100 mots pour jouir de l'érotisme, éd. Empêcheurs/Seuil.

Certains essayistes contemporains ont questionné les voisinages de l'érotisme et de la pornographie, largement diffusée en fin de XXe siècle. La contamination des deux genres semble alors tentante, mais un dévoilement des présupposés de ces deux pratiques oblige à les distinguer nettement : la pornographie caricature l'intime, jusqu'à l'oubli de l'humain, alors que l'érotisme s'inquiète de cette frontière et laisse une place à l'intimité véritable, c'est-à-dire à l'invisible.

### Érotisme et finitude
Selon Georges Bataille, il n'y a érotisme que pour un individu fini, centré sur lui-même, et qui se sent pourtant poussé à se fondre, au risque de s'y perdre, en une communauté avec autrui, communauté charnelle, communauté du sentant et du senti, écrit Lévinas pour décrire la proximité sensible des corps, c'est-à-dire la volupté. L'érotisme doit beaucoup à la curiosité, ou plutôt à la fascination pour un corps fait autrement que le nôtre.
Plus profondément, l'érotisme est la promesse de la coïncidence, pourtant impossible sinon charnellement, entre ces deux mondes que sont deux personnes distinctes (voir Le Banquet de Platon et le discours qu'il met dans la bouche d'Aristophane).
Ainsi, l'acte amoureux participe de la profanation. L'érotisme est une joute, où il s'agit d'amener l'autre à sortir de son retrait, à s'exposer. La caresse serait selon Sartre une véritable incantation. Elle invite le partenaire à investir son corps, à être son corps, à s'offrir, non comme pure chair, mais comme chair habitée par une personne, une liberté. Mais, note Michel Leiris, « tenir le sacré » c'est « finalement le détruire en le dépouillant peu à peu de son caractère d'étrangeté ».

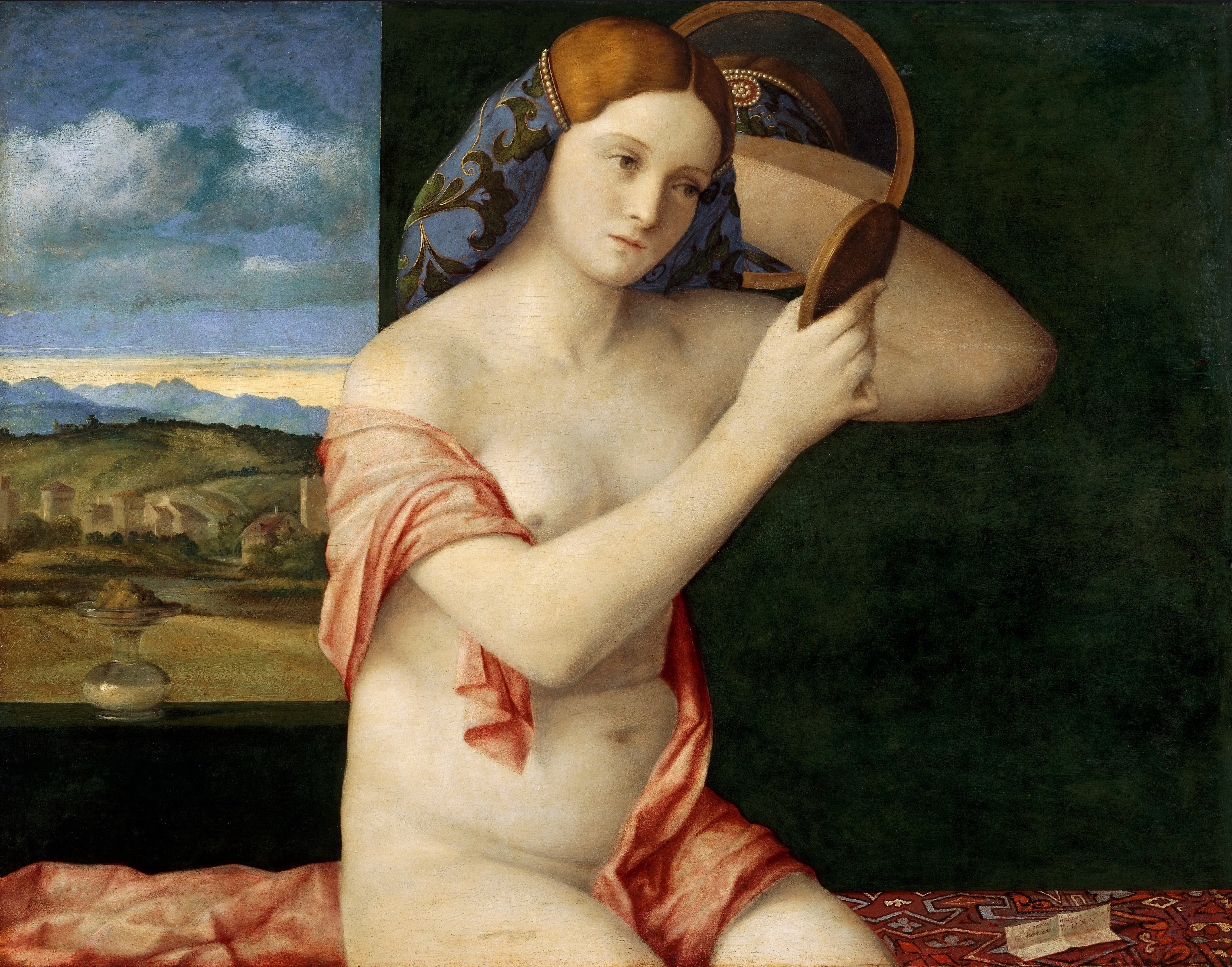
Jeune femme nue au miroir. Tableau de Giovanni Bellini, 1515. Musée d'Histoire de l'art de Vienne.

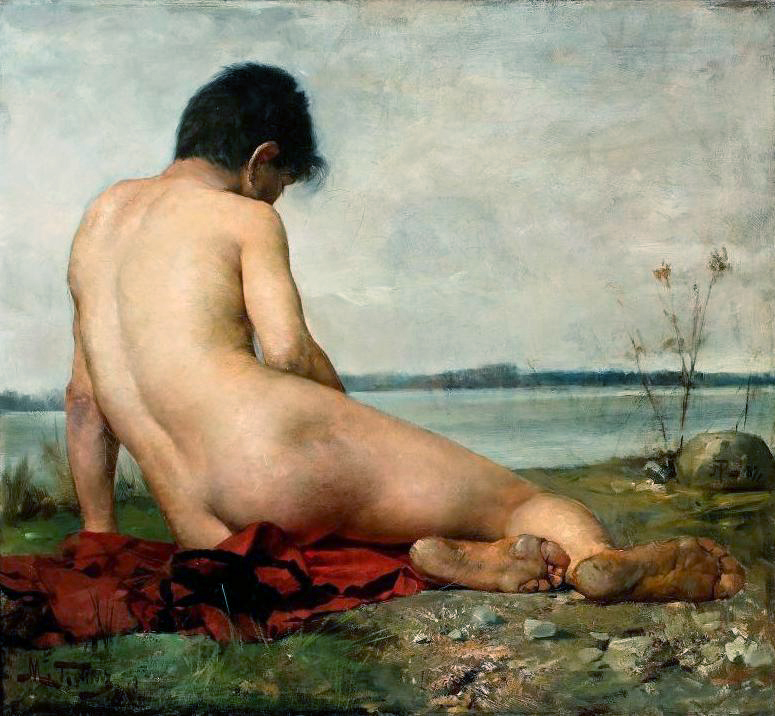
Nu masculin. Tableau de Maurycy Tre̜bacz, 1887. Musée national de Varsovie, Pologne.

Toujours dans Le Banquet de Platon, on voit Socrate expliquer que l'érotisme vise plus haut que la communauté et la complémentarité des amants, qu'il fait signe vers le Vrai.
Comme la religion, l'érotisme confronte l'individu à une puissance créatrice qui le dépasse. Moins peut-être Dieu, ou l'Idée du Beau, que la vie, la sexualité au sens biologique du terme, la reproduction.
Sacrée, la sexualité est à la fois effrayante et attirante. Selon Bataille, elle n'est pas tant immorale qu'elle ne suspend la morale individuelle au nom de la vie et de l'espèce. L'érotisme a ceci de commun avec la mort qu'il réfute la fermeture sur soi de l'individu, fermeture à laquelle il doit sa conscience et son moi. La pulsion sexuelle, liée à la reproduction, dépasse l'horizon de l'instinct de conservation. L'individu ne se reproduit pas parce qu'il est mortel, il est mortel afin que la vie puisse se renouveler.

### Sexualité et séduction
Simone de Beauvoir, dans Le Deuxième Sexe, a souligné à quel point, dans le cas des mammifères, la sexualité prend un sens différent pour le mâle et la femelle. Chez cette dernière, « l'individualité n'est pas revendiquée : la femelle s'abdique au profit de l'espèce qui réclame cette abdication ». Aussi, le mâle aurait surtout à jouer le rôle du tentateur, voire de l'agresseur, à manifester sa puissance vitale par un luxe gratuit et magnifique. La coquetterie, qui consiste à fuir ce que l'on sollicite, à se refuser et à se donner, serait l'expression de l'appréhension de la femelle, qui vit l'enfantement dans sa chair, s'y aliène.

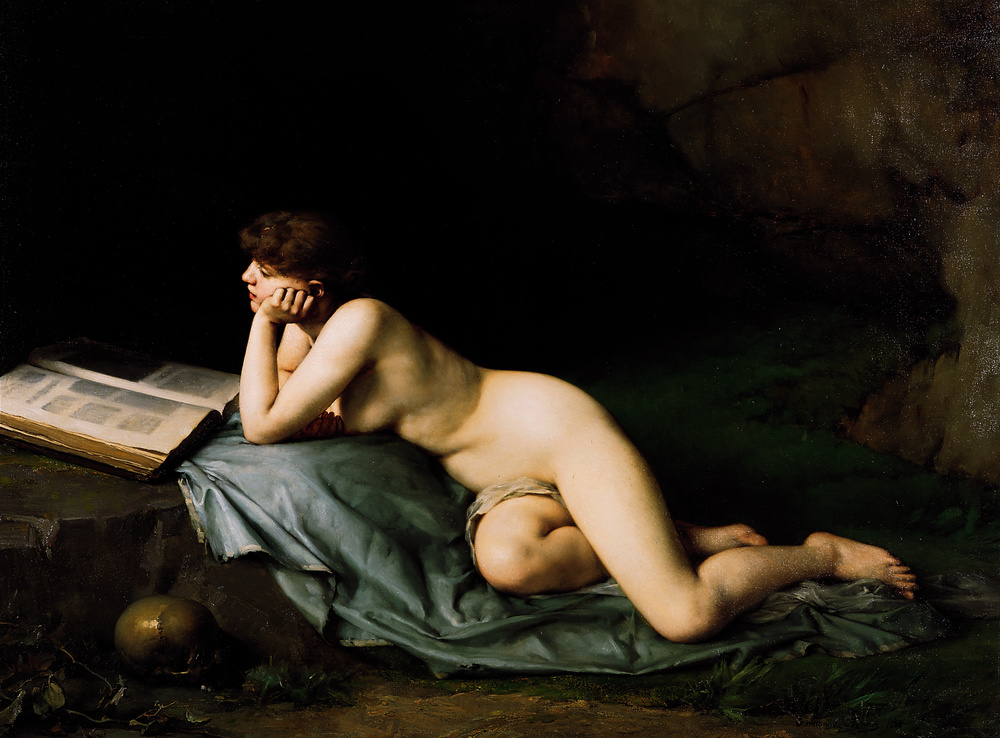
Marie-Madeleine au désert. Tableau d'Emmanuel Benner, 1886. Musée d'art moderne et contemporain de Strasbourg.

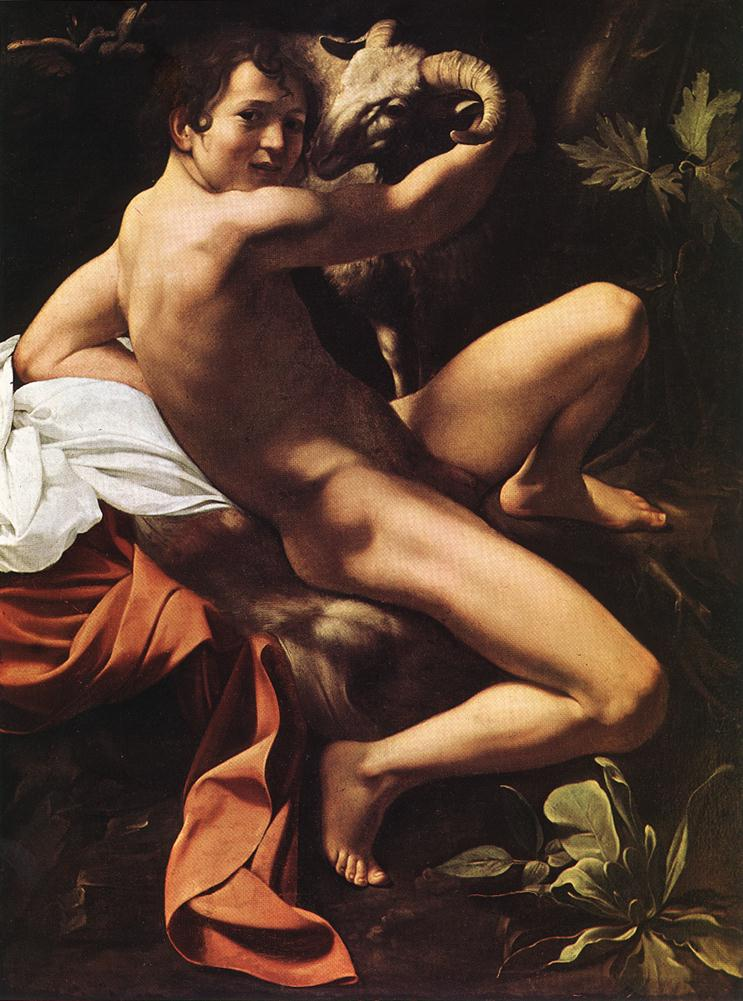
Le Jeune Saint Jean-Baptiste au bélier. Tableau du Caravage, vers 1602. Galerie Doria-Pamphilj, Rome.

L'érotisme s'oppose cependant à la brutalité du désir, ou du moins la déguise. Alain écrit à propos de la danse amoureuse qu'il est bon que « l'animal ne se montre pas trop, et enfin qu'il s'humanise ». L'érotisme manifeste à la fois la proximité de la frénésie et la capacité de la retenir. Il est sublimation, non pas tant cependant pour nous détourner de la sexualité que pour la purifier de tout ennui. L'érotisme, c'est la sexualité devenue art et rythme.
On a donc raison de distinguer l'érotisme de la pornographie, qui est une forme de négation du désir et de la personnalité de l'autre. L'obscène participe du réalisme. Il présente la chair ou l'acte dans toute sa matérialité. Il nie le féminin, qui n'existe que dans le retrait. Il y a cependant au fond du jeu érotique l'horizon de la chair. Il n'habille l'autre de pureté que pour mieux l'en dépouiller. Le penseur Emmanuel Lévinas écrit que « le beau de l'art invertit la beauté du visage féminin » en le privant de sa profondeur et de son trouble charnel, en faisant de la beauté une forme recouvrant la matière indifférente du tableau ou de la statue. Le mot « inverti » fait peut-être allusion à l'amour platonicien qui concerne de jeunes garçons et qui vise à s'élever par sublimation de la beauté du corps à celle de l'âme et des Idées. Dans la nudité érotique, « le visage s'émousse » et « se prolonge, avec ambiguïté, en animalité ». L'ambiguïté de la beauté serait celle du visage lui-même, qui à la fois appelle le respect et est offert à la profanation. « L'irrespect suppose le visage ».

### Libertinage

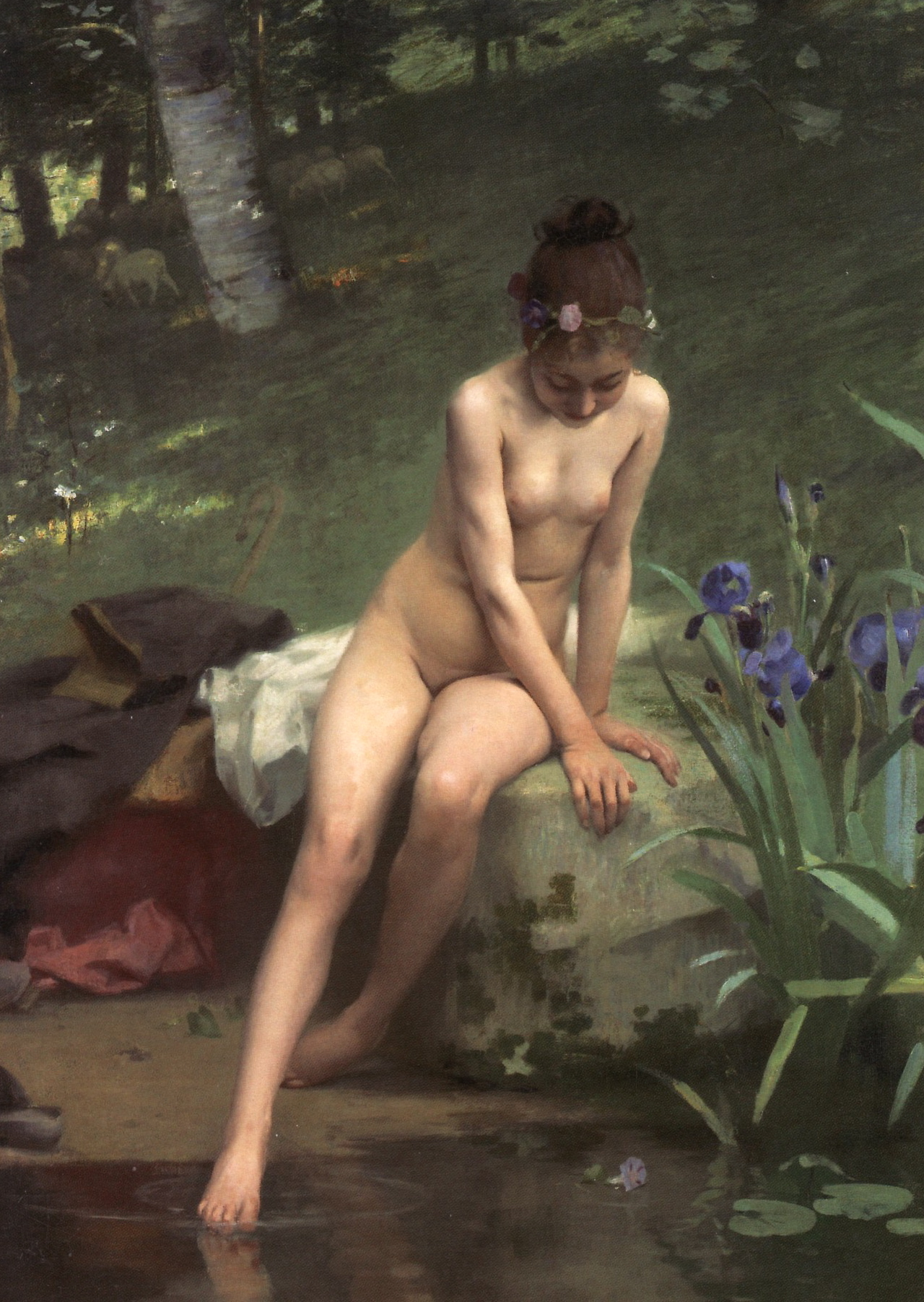
La Petite Bergère. Tableau de Paul Peel, 1892. Musée des beaux-arts de l'Ontario, Toronto.

Schopenhauer était frappé par le contraste entre la légèreté et le brillant du marivaudage et le sérieux, tout animal selon lui, de l'acte sexuel. Aussi assimilait-il le jeu érotique à un simple leurre, un piège tendu par la vie elle-même à l'intelligence et à l'individualité des amants. Inversement, on peut remarquer que l'érotisme, qui se soucie peu de la procréation, fait durer le plaisir et le désir quand la pulsion sexuelle, laissée à elle-même, s'épuise vite.

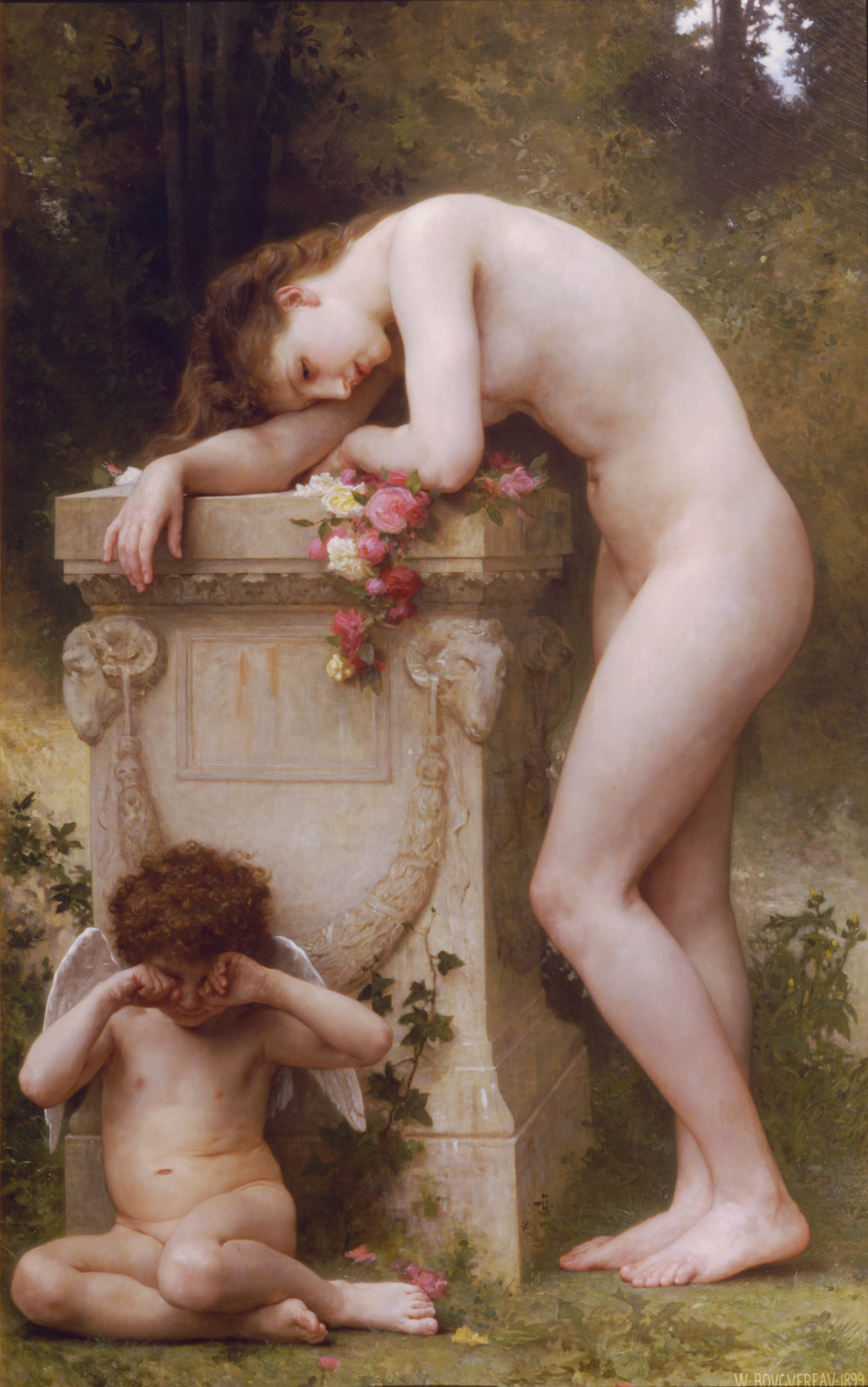
Élégie. Tableau de William Bouguereau, 1899.

L'érotisme est ainsi profondément humain. En effet, l'espèce humaine se singularise en ce qu'elle ne connaît pas l'alternance animale de l'indifférence sexuelle et du rut. C'est dans cet espace d'indétermination que se développent aussi bien la police des mœurs que le libertinage. Le désir n'est plus tant provoqué par la nature que par l'art de la séduction. Le plaisir s'affranchit de toute légitimation biologique ou sociale et s'affiche avec toute la gratuité et la légèreté du jeu. L'érotisme se confond alors avec tout ce que la culture et l'ingéniosité ajoutent ou retranchent à la sexualité pour en faire un jeu plaisant et désirable. L'amour lui-même semble alors trop contraignant et trop sérieux. Dans le Phèdre, Platon fait dire à l'orateur Lysias qu'il vaut mieux favoriser les entreprises de séduction de ceux qui ne nous aiment pas, car ils sont bien moins importuns et inconséquents que les amoureux. L'érotisme sera simplement une forme de civilisation, comme l'art ou la conversation. Il y a cependant là une tentative un peu dérisoire pour banaliser le plaisir érotique, le penser sur le modèle de la jouissance gustative. L'érotisme n'est-il pas par essence confrontation à un autre corps et à une autre personne, au mystère d'une autre expérience et d'une autre conscience ?
Il y a aussi du défi dans le libertinage, comme le montre la figure de Don Juan. L'individu joue avec le feu, la « corne de taureau » selon l'expression de Michel Leiris, c'est-à-dire les puissances sacrées de la sexualité et de la mort, il s'en approche au risque de s'y brûler. Il défie les forces qui menacent son individualité et son indépendance, le mariage, les maladies, l'amour et se retrouve finalement lui-même inchangé. Le libertinage peut voisiner avec le machisme. Simone de Beauvoir notait en effet que le mâle mammifère se détache de la femelle au moment même où il la féconde. Ainsi « le mâle au moment où il dépasse son individualité s'y enferme à nouveau ». Il est vrai que la contraception et la libéralisation des mœurs permettent également à la femme cette forme de jeu érotique ou pornographique.

## Dialogue érotique en ligne ou «cybersexe»
Avec l'arrivée d'Internet s'est développée une nouvelle forme d'érotisme basée entièrement sur l'imagination et l'utilisation des mots dans l'espace virtuel. Certaines personnes apprécient cette forme d'érotisme, car elle permet de parler de ses fantasmes dans l'anonymat et en se libérant des inhibitions et des contraintes sociales de la vie réelle.
Durant les dialogues érotiques, les partenaires s'engagent dans des jeux de rôles virtuels appelés « scénarios » dans le jargon du chat, où ils s'imaginent dans des situations érotiques très explicites, décrivant avec précision leurs envies et leurs fantasmes. Ces simulations poussées à l'extrême peuvent revêtir un caractère très réaliste pour les participants.
Une tradition de correspondance érotique existe depuis longtemps. Une des plus connues est celle ayant existé entre George Sand et Alfred de Musset ; mais la nouveauté introduite par le chat érotique est l'anonymat, l'instantanéité et la disponibilité rapide de partenaires multiples et différents appartenant à des milieux socio-culturels variés, pouvant assouvir tous les fantasmes.
Après la correspondance et avant l’internet, le téléphone a su relier les amants et alimenter leurs jeux : dans le roman Camarillo, Adios les seventies, de Dominique Sels, un musicien, qui ne vit jamais mieux que dans l’univers sonore, entraîne son amante vers une liaison purement téléphonique,, qui rappelle l'infortune de Psyché : elle n'a le droit que d'entendre les mots de son divin amant, Éros, mais la vue du visage de celui-ci lui est interdite.